# 孔損
孔损（?—?），表字君益，东汉时鲁国人。孔子十八代孫，孔福玄孙，孔房曾孙，孔均之孙，孔志长子。
汉明帝永平十五年（72年）汉明帝刘庄亲自到曲阜祭祀孔子和七十二弟子，亲至讲堂，让皇太子刘炟讲经。命孔损袭封为褒成侯，汉章帝元和二年（85年）三月，汉章帝刘炟到曲阜祭祀孔子和七十二弟子，赐给孔损布帛。汉和帝永元四年（92年）孔损改封褒亭侯，食邑一千户。他生下两个儿子：孔曜、孔旭。汉安帝时由孔曜袭爵褒亭侯。

## 参看
- 孔子
- 孔子世家大宗世系
- 孔子世系
- 孔子世家大宗世系图
- 孔子世家总世系图 (中兴祖前)